# Trichophysetis nigricincta
Trichophysetis nigricincta là một loài bướm đêm trong họ Crambidae.